# Klub Tymerłana Husejnowa

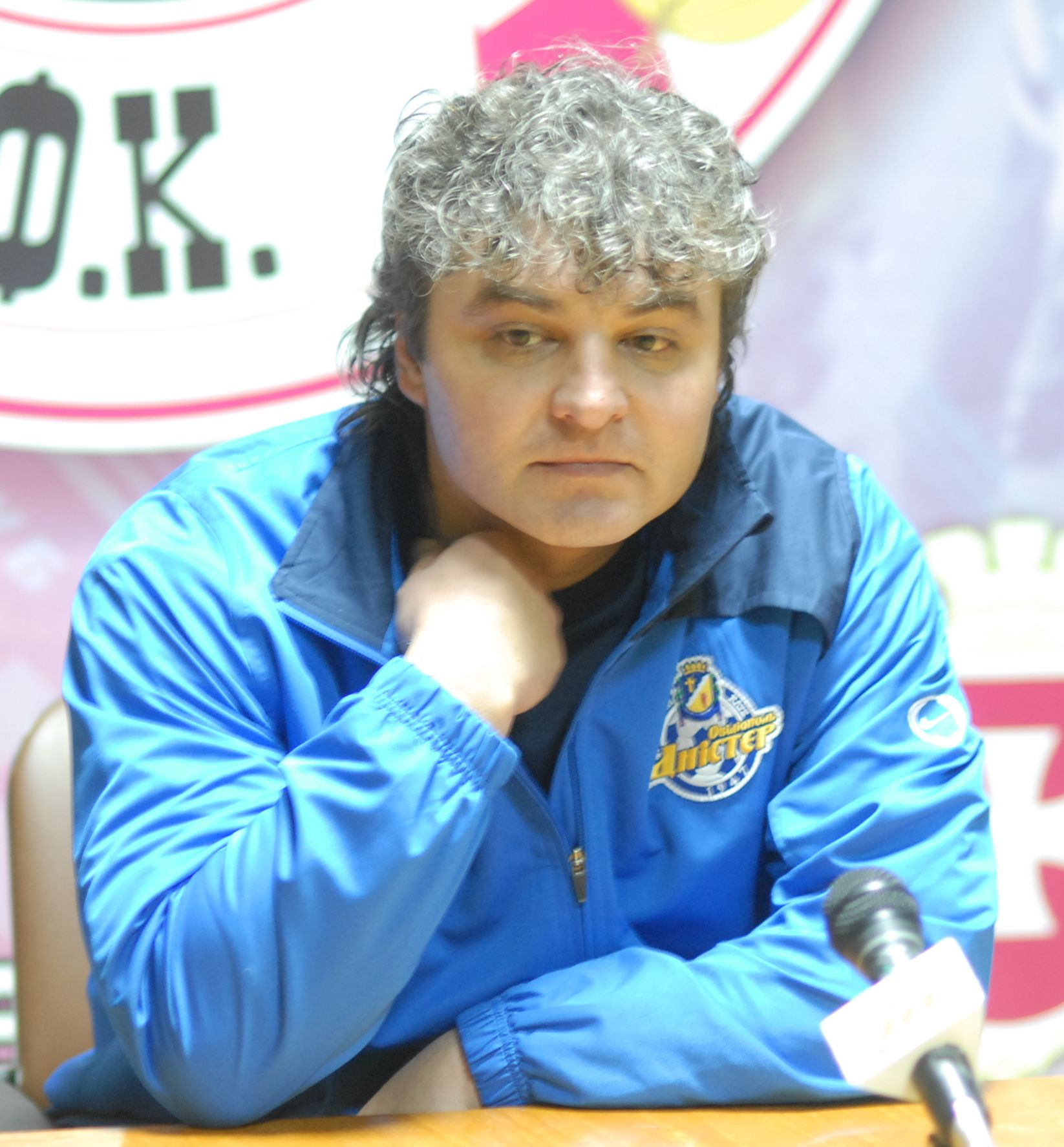
Tymerłan Husejnow 2008 r.

Klub 100 lub Klub Tymerłana Husejnowa – potoczna nazwa grupy ukraińskich piłkarzy, którzy podczas swojej kariery strzelili minimum sto goli w rozgrywkach Ukraińskiej Premier Ligi, Pucharu Ukrainy, europejskich Pucharów oraz oficjalnych i towarzyskich meczach narodowej reprezentacji. Tymerłan Husejnow pierwszy osiągnął ten cel. Oprócz Klubu Tymerłana Husejnowa istnieje również Klub Serhija Rebrowa - dla piłkarzy, którzy strzelili minimum 100 goli tylko w rozgrywkach Mistrzostw Ukrainy.

## Regulamin
Liczone są bramki ukraińskich piłkarzy, strzelone w następujących turniejach:
- Mistrzostwo - gole w Ukraińskiej Premier Lidze.
- Puchar - gole w rozgrywkach Pucharu Ukrainy i Superpucharu Ukrainy klubów najwyższej ligi.
- Europuchary - gole w rozgrywkach Ligi Mistrzów, Pucharu UEFA, Superpucharu UEFA, Pucharu Zdobywców Pucharu oraz Pucharu Intertoto ukraińskich klubów.
- Reprezentacja - gole w towarzyskich i oficjalnych meczach narodowej i olimpijskiej reprezentacji.

## Członkowie klubu
stan na 22.11.2015:
| Miejsce | Imię i nazwisko piłkarza | Kluby w których grał | Lata gry w Premier Lidze | Data członkostwa | Mistrzostwo | Puchar | Europuchary | Reprezentacja | Liczba goli |
| ------- | ------------------------ | --- | ------------------------ | ---------------- | ----------- | ------ | ----------- | ------------- | ----------- |
| 1       | Serhij Rebrow            | Szachtar Donieck, Dynamo Kijów | 1992–2009                | 08.06.1998       | 123         | 20     | 31          | 15            | 189         |
| 2       | Andrij Szewczenko        | Dynamo Kijów | 1994–2012                | 28.04.1999       | 83          | 21     | 25          | 48            | 177         |
| 3       | Andrij Worobej           | Szachtar Donieck, Dnipro Dniepropietrowsk, Metalist Charków                                                                              | 1997–2013                | 12.07.2003       | 105         | 25     | 13          | 9             | 152         |
| 4       | Jewhen Sełezniow         | Szachtar Donieck, Arsenał Kijów, Dnipro Dniepropietrowsk                                                                                 | 2007–...                 | 19.07.2013       | 110         | 12     | 13          | 11            | 146         |
| 5       | Andrij Jarmołenko        | Dynamo Kijów | 2007–...                 | 15.11.2014       | 74          | 15     | 16          | 22            | 127         |
| 6       | Marko Dević              | Wołyń Łuck, Metalist Charków, Szachtar Donieck                                                                                           | 2004–...                 | 21.09.2013       | 90          | 4      | 10          | 7             | 111         |
| 7       | Serhij Mizin             | Dynamo Kijów, CSKA Kijów, Czornomoreć Odessa, Dnipro Dniepropietrowsk, Karpaty Lwów, Krywbas Krzywy Róg, Metalist Charków, Arsenał Kijów | 1992–2008                | 22.04.2006       | 90          | 14     | 2           | 0             | 106         |
| 8       | Ołeksandr Palanycia      | Dnipro Dniepropietrowsk, Krywbas Krzywy Róg, Weres Równe, Karpaty Lwów, Metalist Charków                                                 | 1992–2003                | 10.08.2002       | 79          | 22     | 4           | 0             | 105         |
| 9       | Ołeksandr Hajdasz        | Tawrija Symferopol, Metałurh Mariupol | 1992–2004                | 06.04.2003       | 95          | 9      | 0           | 0             | 104         |
| 10      | Tymerłan Husejnow        | Zoria-MAŁS Ługańsk, Czornomoreć Odessa                                                                                                   | 1992–2000                | 01.11.1997       | 85          | 8      | 2           | 8             | 103         |
| 11      | Ołeh Husiew              | Arsenał Kijów, Dynamo Kijów | 2000–...                 | 20.09.2015       | 52          | 15     | 22          | 13            | 102         |
| 12-13   | Serhij Nazarenko         | Dnipro Dniepropietrowsk, Tawrija Symferopol, Czornomoreć Odessa, Metalist Charków                                                        | 1998–...                 | 04.04.2015       | 73          | 7      | 8           | 12            | 100         |
| 12-13   | Ołeksandr Hładky         | Metalist Charków, FK Charków, Szachtar Donieck, Dnipro Dniepropietrowsk, Karpaty Lwów                                                    | 2004–...                 | 21.11.2015       | 76          | 15     | 8           | 1             | 100         |

* Czcionką pogrubioną zaznaczone piłkarze, którzy nadal grają
A oto najbliżsi kandydaci do Klubu Tymerłana Husejnowa:
- Artem Miłewski - 95 goli.
- Ołeksandr Kowpak - 88 goli.
- Wołodymyr Homeniuk - 71 goli.